# Туйський договір
Туйський договір (ісп. Tratado de Tuy; порт. Tratado de Tui) — договір 1137 року між португальським графом Афонсу І й леонським королем  Альфонсо VII, імператором Іспанії. Поклав кінець португальсько-леонській війні 1130—1137 років. Упорядкований в Туї, в Леонському королівстві.

## Опис
Авторами і підписантами договору від португальської сторони були Паю Мендіш, архієпископ Бразький, та єпископ Портуський; від леонської сторони — єпископи Сеговійський, Туйський і Оренсійський. Умови договору були такі:
- Афонсу присягає бути вірним другом імператора Альфонсо VII[1];
- Особа імператора визнається недоторканною; йому гарантується безпека, так само як його володінням, васалам і їхнім землеволодінням[1];
- Португалія зобов'язана надавати військову допомогу імператору під час воєн з мусульманськими, так і християнськими володарями[1];
- Афонсу мусить відшкодувати збитки імператору, якщо португальські барони порушать договір[1];
- Дарчі землі (honras), які Афонсу отримав від імператора, слід негайно і беззастережно повертати на вимогу імператора або його спадкоємця[1];
- Договір ратифікується обома сторонами, у присутності 150 свідків[1].

Текст договору не зберігся. Його конспективний опис міститься тільки у «Історії Компостели». Він написаний неграмотною латиною, від третьої особи, із підписами п'ятірки прелатів, без згадок імен осіб, що мусили його засвідчити. На підставі цього португальський історик Гонзага де Азеведу припускав, що договір — середньовічна підробка, а сам Афонсу ніколи не підписував його. Мовляв, коли бразький архієпископ Паю Мендіш, що перебував у Туї й підписав угоду, ознайомив португальського графа із її умовами, той відмовився їх дотримуватися. Втім, переговори зайшли настільки далеко, що леонський король Альфонсо VII вважав військовий конфлікт вирішеним. 
Договір не зобов’язував Афонсу прямо визнавати себе васалом імператора, але підпорядковував його леонській короні у питаннях земельної власності.
Афонсу порушив угоду в 1139 році, знову вдершись до Галісії.